# Clori e Mirtillo

Clori e Mirtillo (H.419), est une cantate de chambre du compositeur italien Alessandro Scarlatti, composée pour deux voix (SA), deux violons et basse continue. La partition comme la plupart des cantates de chambre n'est pas datée. Elle fait partie des 28 duos, parmi les 820 cantates de chambre du musicien.

## Structure
Clori e Mirtillo, cantata a 2. Canto ed Alto, Del Sigr. Alessandro Scarlatti
- Mentre sul carro aurato, sen gìa la bella aurora (recitativo), Mirtillo
- Più di te, Mirtillo mio (aria), Clori
- Clori bella, mai vid'io, Mirtillo
- Ma come in questi prati, Mirtillo et Clori
- Nò, non disperar, chi sa? (aria), Clori
- Sì per te mio bene (recitativo), Mirtillo
- E tu, Clori gentille, mia gioia, mio teroso, Mirtillo
- Sin che il sole spande i rai, Clori et Mirtillo

Dans cette cantate a due, l'une des 28 conservées, le compositeur prend soin de répartir également aux chanteurs les arias di grazia, tel que « Più di te Mirtillo mio » et d'autres plus virtuoses, appelées di forza, tel que « Nò, non disperar ». Pour une fois, l'amour n'est présenté sans le tragique ni la menace qui entoure généralement les autres textes. 
La durée est d'environ 9 à 10 minutes.

## Texte
Le premier récitatif.
« Mentre sul carro aurato, 

Sen gìa la bella aurora

Pingendo sù nell'etra il nuovo giorno,

Stava la vaga mia diletta Clori

Là nel prato a goder erbette e fiori.

Quindi tutta pensora,

Sfogando a mirarla intento

In estasi d'amor io qui giacea,

Disse mesta e pensora:

Ah, se venisse amore

Mirtillo, mio tesoro,

Voi parti non avreste un si bel fiore!

Quand'ecco, in quell'istante,

mi scopro al mio bel sole;

Ed ella meco accanto

Sciolse così le labbra a un dolce canto… »

## Manuscrits
- Münster, Santini-Bibliothek, D-Münster (Hs 864/3 et Hs 3903/16) (RISM 451002572, 451023286)
- Paris, Bibliothèque nationale de France, P-Pn (D.11858 fo 11-22r) (BNF 43803361)

## Partition moderne
- Clori e Mirtillo : duetto da camera, éd. James Sanderson, coll. « The Scarlatti Project », Cantata Editions 2002 (OCLC 918288102)

## Discographie
- Quattro cantate - Five Centuries Ensemble (1979, LP Italia) (OCLC 9032454)
- Cantate et duetti da camera. Clori e Mirtillo (H.419) - Véronique Dietschy, soprano ; Alain Zaepffel, haute-contre ; Ensemble Gradiva (5 mars 1982, Adès 202172) (BNF 38246423) — avec  Cleopatra, mia reina (H.121) ; Perchè sospiri, o Niso ? (H.550) ; Questo silenzio ombroso (H.616).
- Clori e Mirtillo (H.419) - Michèle Ledroit, soprano ; Henri Ledroit, haute-contre ; David Simpson, violoncelle ; Noëlle Spieth, clavecin (6 novembre 1985, SY/Soltisce SYCD 123) (BNF 38130681) — avec la serenata Venere e Amore.
- Cantates. Clori e Mirtillo (H.419) - Gérard Lesne ; Sandrine Piau ; Il Seminario Musicale (18-20 décembre 1995, Virgin « Veritas » 5 45126 2)[3] (BNF 38351754), (OCLC 80509741 et 699294985) — avec  Marc’Antonio e Cleopatra (H.121) ; E pur vuole il cielo e amore (H.233) ; Filli che esprime la sua fede a Fileno (H.263) ; Ero e Leandro (H.379) ; Questo silenzio ombroso (H.616).